# Jean-Baptiste André Rifflet
Jean Baptiste André Rifflet, né le 30 novembre 1757 à Sedan (Ardennes), mort le 7 juillet 1811 à Sedan (Ardennes), est un général de brigade de la Révolution française.

## États de service
Il entre en service le 20 septembre 1791, comme capitaine au 4e bataillon de volontaires des Ardennes, et le 1er octobre 1792, il prend les fonctions d’aide de camp du général Ligniville.
Le 24 juillet 1793, il est capitaine commandant la 5e compagnie du 1er régiment d’artillerie, et le 7 octobre suivant il passe adjudant-général chef de bataillon.
Il est nommé chef de brigade provisoire le 22 février 1794, au 21e régiment de cavalerie, par les représentants du peuple Baudot et Lacoste.
Il est promu général de brigade provisoire le 15 avril 1794, mais il refuse la promotion, et le 30 avril il est confirmé dans son grade par le comité de salut public qui ignorait le refus. Le 15 mai 1794, il reprend le commandement du 21e régiment de cavalerie, en tant qu’adjudant-général chef de brigade, et il rejoint l’armée du Nord. Il est réformé le 6 octobre 1794, en raison de rhumatismes.
Le 30 octobre 1795, il reprend du service à la tête d’une brigade de gendarmerie, et en juillet 1797, il est nommé chef d’escadron, commandant les services de police militaire dans les départements de Sambre-et-Meuse et de l’Ourthe. Il est réformé le 30 mars 1798, et le 19 octobre suivant il est chargé de l’organisation de la gendarmerie en Belgique, avant de prendre la tête de la gendarmerie en Corse. 
Le 22 novembre 1799, il est affecté à l’armée d’Helvétie, comme commandant de la garnison de Fribourg, et le 23 février 1800, il est rappelé par le ministre de la guerre. 
Il est mis en congé de réforme le 18 octobre 1801.
Il meurt le 7 juillet 1811 à Sedan.

## Sources
- (en) « Generals Who Served in the French Army during the Period 1789 - 1814: Eberle to Exelmans »
- Thierry Pouliquen, « Les généraux français et étrangers ayant servis [sic] dans la Grande Armée » (consulté le 22 novembre 2014)
- Paul Laurent, Revue historique ardennaise, Volume 20, Librairie Alphonse Picard et fils, 1913.
- (pl) « Napoléon.org.pl »